# Птахмос
Птахмос (д/н — 1378 до н. е./1371 до н. е.) — давньоєгипетський державний діяч, верховний жрець Амона у Фівах за правління фараона Аменхотепа III.

## Життєпис
Походив зі знатного родуз Абідосу. Спочатку зробив кар'ру державного службовця. В останні роки правління Тутмоса IV стає верховним жерцем Амона (на той момент верховний жрець Аменемхет помер). Після сходження у 1391/1388 році до н. е. на трон фараона Аменхотепа III призначається на посаду чаті (візира) та отримав посаду начальника (на кшталт губернатора) Фів, що згодом стало правилом, коли верховні жерці суміщали посади світського очільника Фів. Згодом призначається на посаду носія опахала праворуч фараона (на кшталт першого генерала).
Протягом майже усього правління Аменхотепа III відігравав значну роль в керування великою Єгипетською державою. Доклав значні зусилля задля збереження володінь у Передній Азії. Час Аменхотепа III став період найбільшого піднесення Стародавнього Єгипту, що відбулося в багато в чому завдяки діяльності Птахмоса.
У внітрішній політиці забезпечив підтримку з боку фіванського жрецтва. Обіймав також посаду наглядачем за усіма пророками (жерцями) Верхнього та Нижнього Єгипту. Також був головним скарбником фараона.
Відповідав за проведення робіт зі зведення храмів, палаців по свій державі, обіймаючи посаду Наглядача за усіма роботами. Більшість будівель (Луксорський храм, поминальний храм Аменхотепа III), зведених в часи Аменхотепа III здійснювалося під орудою Птахмоса.
Помер між 1378 та 1371 роками до н. е. Новим верховним жерцем став перший пророк Амона Мериптах. Знайдено стелу з написом його діяльності у вигляді сповіді самого Птахмоса (відома як стела 88). Натепер зберігається в Ліонському музеї красних мистецтв.

## Родина
Дружина — Апені (Аіпі)
Дти:
- Тутмос, головний жрець Гора
- Хою
- Нефертарі, співачка Амона
- Мутемуіа, співачка Амона
- Хеметнеджер, співачка Амона
- Мутнофрет, співачка Амона
- Нефертарі II